# Стюарт, Александр (1699—1781)
Александр Стюарт (англ. Alexander Stewart; 1699 — 2 апреля 1781) — ирландский землевладелец, коммерсант и политик, который разбогател, унаследовав состояние от Роберта Коуэна, бывшего губернатора Бомбея. Его сын Роберт стал 1-м маркизом Лондондерри.

## Рождение и происхождение
Александр родился в 1699 или 1700 году в замке Баллилон, недалеко от Манорканнингема в графстве Донегол. Он был вторым сыном Уильяма Стюарта и его жены. Его отец объединил свои земли под названием Стюартс-Корт, собрал конный отряд уильямитов в преддверии осады Дерри и поэтому был известен как полковник Уильям Стюарт.
Дед Александра не известен по имени, но Александр был правнуком Чарльза Стюарта, чей отец Джон Стюарт получил землю в Баллилоне в графстве Донегол во время колонизации Ольстера, построил замок Баллилон на этой земле и владел правами на рыболовство в Лох-Суилли. Джон Стюарт, вероятно, был потомком линии Стюартов из Гарли в Галлоуэе, Шотландия.
Мать Александра, чье имя неизвестно, была дочерью Уильяма Стюарта из Форт-Стюарта, недалеко от Рамелтона, графство Донегол. Происхождение семьи Стюартов было шотландско-ирландским и пресвитерианским.
У Александра был старший брат Томас Стюарт (? — 1740), который унаследовал замок Баллилон, но умер бездетным.

## Ранняя жизнь
Александр Стюарт, будучи младшим сыном, пошел в коммерцию с ученичеством в Белфасте и стал успешным торговцем в балтийской торговле. Он также стал старейшиной Первой пресвитерианской церкви на Розмари-стрит, Белфаст. Во время своего пребывания в Белфасте он стал убежденным вигом, в соответствии с общими реформистскими настроениями пресвитерианского города.

## Брак и дети
Александр Стюарт женился 30 июня 1737 года в Дублине на двоюродной сестре Мэри Коуэн, дочери Джона Коуэна, олдермена Лондондерри, и его жены Энн Стюарт, дочери Александра Стюарта из Баллилона и сестры бывшего губернатора Бомбея Роберта Коуэна, который умер 21 февраля 1737 года в Лондоне.
У Александра и Мэри было семеро детей:
- Энн Стюарт (1738—1781)[19]
- Роберт Стюарт (1739—1821), стал 1-м маркизом Лондондерри[20]
- Уильям Стюарт (1741—1742)[21]
- Фрэнсис Стюарт (род. в 1742 году)[22]
- Джон Стюарт (1744—1762)[23]
- Александр Стюарт (1746—1831), женился на Мэри Мур, третьей дочери 1-го маркиза Дрохеда[24].
- Мэри Стюарт (род. в 1747 году), умерла молодой[25].

## Смерть брата и наследование
В 1740 году умер его старший брат Томас, и Александр унаследовал поместье Баллилон.

## Наследование Коуэна
Затем он приобрел права на значительное имущество своего шурина Роберта Коуэна. Будучи теперь богатым, Александр Стюарт ушел из бизнеса в 1743 году и использовал деньги от наследства Роберта Коуэна, чтобы стать крупным землевладельцем в графстве Даун, купив поместья в Комбере и Ньютаунарде в 1744 году.

## Маунт-Стюарт

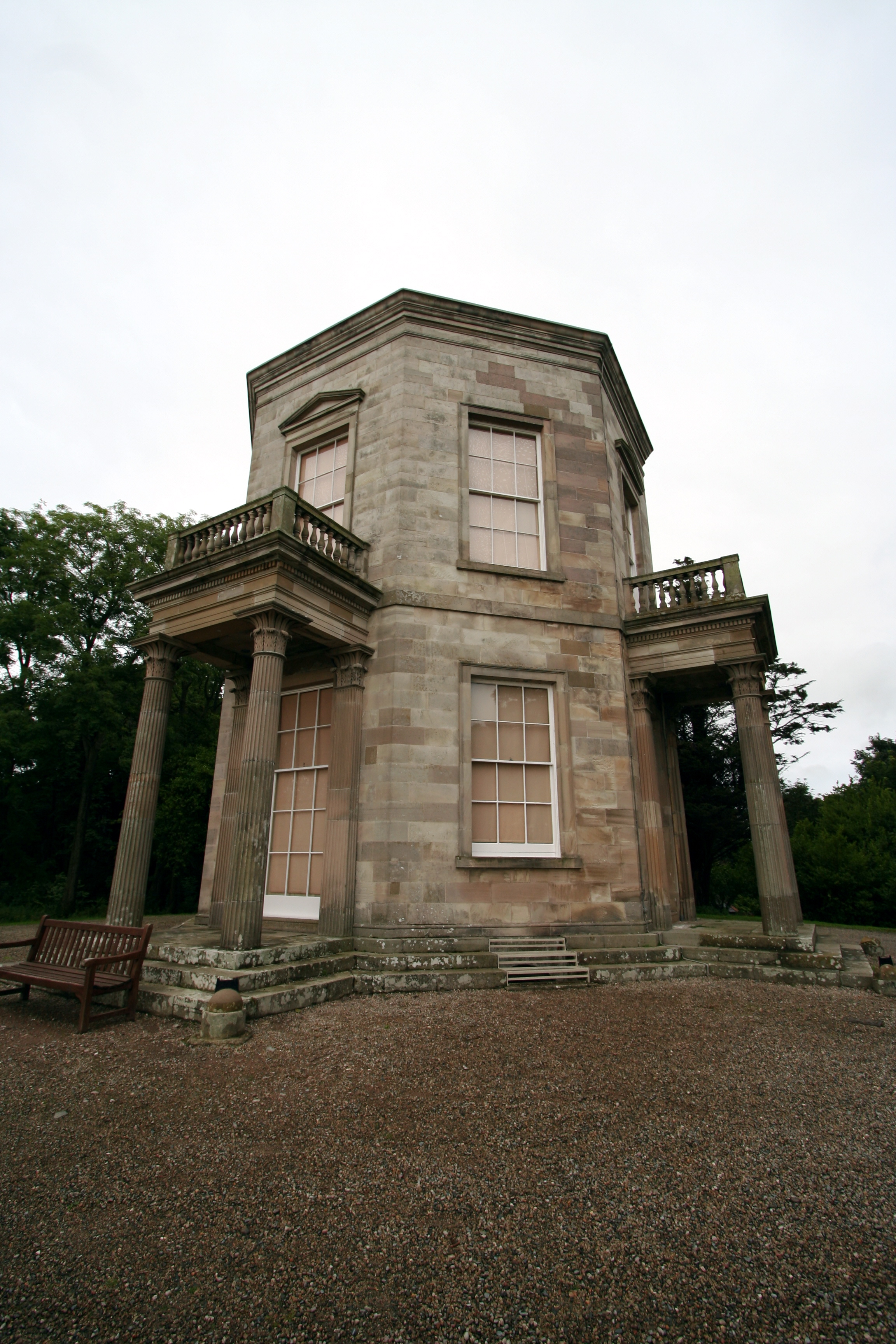
Храм ветров в Маунт-Стюарте, по заказу Александра Стюарта

Около 1750 года Александр Стюарт перестроил дом под названием Маунт-Плезант в своем поместье недалеко от Ньютаунардса и переименовал его в Маунт-Стюарт. В 1780 году Александр Стюарт заказал Храм ветров в Маунт-стюарт у Джеймса «Афинского» Стюарта. Это восьмиугольное здание в неоклассическом стиле, построенное его сыном Робертом после его смерти.
В 1755 году Маунт-Стюарт перешел в собственность Уильяма Брюса (1702—1755), дублинского книготорговца из Киллига, который он разделил между своими родственниками.

## В политике
В 1759 году член парламента Ирландии от города Лондондерри Уильям Скотт (1705—1776) был возведен в должность судьи. Первоначально его преемником был избран Уильям Гамильтон (1693—1760), но выборы были объявлены недействительными. Александр Стюарт был избран на это место в апреле 1760 года, но он также был объявлен не избранным должным образом. В конце концов Уильям Гамильтон представлял этот избирательный округ с мая 1760 года до своей смерти в том же году.

## Смерть
Александр Стюарт скончался 2 апреля 1781 года, и ему наследовал его старший сын Роберт.
Семейные документы Стюартов хранятся в Государственном архиве Северной Ирландии.